# Solveig Nordström
Pour les articles homonymes, voir Nordström.
Solveig Nordström (née le 25 novembre 1923 à Stockholm et morte le 21 janvier 2021) est une archéologue suédoise, connue pour son engagement en faveur de la conservation du site de Lucentum (en) contenant de riches vestiges archéologiques de la période ibéro-romaine en Espagne.

## Lucentum
Solveig Nordström est particulièrement connue pour son engagement en faveur du site archéologique de Lucentum. En 1955, elle empêche la destruction des vestiges archéologiques de l'ancienne ville romaine située à Alicante en s'allongeant sur le sol devant le bulldozer. Le site avait été sélectionné pour y bâtir un complexe hôtelier. Son action a été remarquée internationalement, et ce site est maintenant reconnu comme étant l'ancienne ville romaine de Lucentum. Son action a abouti à ce que le site soit désigné en 1961 comme un Monument historique et artistique, lui conférant une certaine protection légale.

## La Escuera
La Escuera (en) contient un sanctuaire de temples ibériques datant du IIIe siècle av. J.-C., étudié pour la première fois par Solveig Nordström en 1960. Après ses fouilles du site en 1960, elle écrit un livre détaillant son travail (Los Cartagineses en la costa alicantina, Alicante, 1961).